# Lies (single)
Pour les articles homonymes, voir Lies.
Singles de Kumi Kōda
Shake It Up
(2005) Feel
(2006)
Lies est le 23e single de Kumi Kōda sorti sous le label Rhythm Zone le 4 janvier 2006 au Japon. Il atteint la 7e place du classement de l'Oricon. Il se vend à 43 900 exemplaires la première semaine, et reste classé pendant 5 semaines, pour un total de 46 989 exemplaires vendus. Lies est le 5e single d'une série de 12, un nouveau sort chaque semaine pendant 12 semaines. Sur chaque pochette de ses différents singles, Kumi porte une robe traditionnelle d'un pays ; pour Lies c'est la Chine.
- Lies a été utilisé comme musique de fin pour l'émission Adore na! Garejji sur TV Asahi ; et comme campagne publicitaire pour music.jp. Lies se trouve sur la compilation Best: Second Session.
- Le clip Lies est le 3e d'une série de 4, il est précédé de You et de Feel et enfin suivi de Someday ; le tout formant 3 histoires d'amour.

## Liste des titres
Toutes les paroles sont écrites par Kumi Kōda.
| 1. | Lies                | YANAGIMAN | 5:25 |
| 2. | Lies (instrumental) | YANAGIMAN | 5:20 |